# レザーフェイス-悪魔のいけにえ
『レザーフェイス―悪魔のいけにえ』（原題: Leatherface）は、2017年のアメリカ合衆国のホラー映画。監督をジュリアン・モーリーアレクサンドル・バスティロが務め、出演はスティーヴン・ドーフ、リリ・テイラー。1974年の『悪魔のいけにえ』の続編として2013年に公開された『飛びだす 悪魔のいけにえ レザーフェイス一家の逆襲』に登場するレザーフェイスの幼少期から青年期を描いた前日譚。

## あらすじ
殺人を正当化するソーヤー一家に生まれたジェドは、5歳の誕生日プレゼントとしてチェーンソーを授けられる。そして、ソーヤー農場で変死した少女が発見され、ジェドは更生施設に収監され、別の名前を与えられる。
10年後、更生施設で暴動が発生し、患者たちは看護師のリジーを誘拐して逃亡する。患者たちの行動により、彼は悲劇と恐怖のどん底へと追い詰められる。また、10年前にソーヤー農場で殺された少女の父である保安官は、逃走中の入院患者を執拗なまでに追ってきた。そしてジェドを後の”レザーフェイス”へと変貌させ精神を崩壊させたのは彼の母親であった。

## キャスト
※括弧内は日本語吹替

### ソーヤー一家
- ジェド・ソーヤー／ジャクソン - サム・ストライク（英語版）（浪川大輔）

本作の実質的な主人公。本名はジェディダイア・ソーヤー。通称ジェド。ソーヤー一家の三男。5歳の誕生日にヴァーナからチェーンソーをプレゼントされ、農場で豚を盗もうとした泥棒を殺害しろとヴァーナに頼まれる。しかし、ソーヤー家の中では唯一、殺人を拒みチェーンソーを投げ捨てた。だが、彼が8歳の頃にハートマンの娘ベティを古い納屋まで誘い彼女を罠にはめて殺害。彼女の死を知ったハートマンに更生施設ゴーマンハウスに収監され名前をジャクソンに変えられた。それから10年後ジャクソンは親友のバドと2人で施設内で過ごしていた。しかし、そんなある夜、ヴァーナの身勝手な行動が原因で施設内がパニック状態となり、リジーと2人で逃走するが、アイクとクラリスに捕まり車で施設から逃走した。
- ヴァーナ・ソーヤー - リリ・テイラー（高島雅羅）

ソーヤー一家の母。
- ドレイトン・ソーヤー - ネイサン・クーパー

ソーヤー一家の長男。今作品では殺人を好むなど設定が異なる。ベティを古い納屋まで誘い、彼女を罠に落とし入れた後に別れを告げた。ベティの死を知ったハートマンに銃を突き付けるも、撃たれることはなかった。ハートマンの話によれば、少年時代に殺人を犯していたようで、彼もまたゴーマンハウスに収監されていた。しかし、すでに成人を迎えた彼はナビンズとともに逮捕される。
- ナビンズ・ソーヤー - デヤン・アンジェロヴ

ソーヤー一家の次男。今作品では体格が若干、肥満体になっている。ベティを罠に落とし入れとどめをさした張本人。ドレイトンとともにハートマンに逮捕される。
- グランパ・ソーヤー - エデュアード・パーセヒァン

ソーヤー一家の父。今作品では彼の会話する姿が見ることができる。ソーヤー農場で豚を盗もうとした泥棒をハンマーで殺害する。

### ゴーマンハウス
- 看護師リジー - ヴァネッサ・グラッセ（折井あゆみ）
- バド - サム・コールマン（落合福嗣）
- クラリス - ジェシカ・マドセン（小若和郁那）
- アイク - ジェームズ・ブルーア（英語版）（宮本誉之）
- Dr.ラング - クリストファー・アダムソン（英語版）

### 警察
- ハル・ハートマン保安官 - スティーヴン・ドーフ（山路和弘）
- ソレルズ副保安官 - フィン・ジョーンズ（露崎亘）

### その他
- ベティ - ロリナ・カンブローヴァ
- テッド・ハーディスティ ジュリアン・コストフ
- ファーンズワース -
- デイブ - イアン・フィッシャー
- アセン・ムタフチエフ
- ヴェリザール・ビネヴ
- タミー - ニコール・アンドリューズ